# Mauro Corona
Mauro Corona és un escriptor i escultor friulà nascut a Nert (província de Pordenone) el 1950. Va viure en primera persona el desastre de Vajont de 1963. És net d'un escultor del qual ha heretat la passió per la fusta. En canvi, del seu pare (caçador) li arriba la passió per les muntanyes. També s'ha dedicat a l'escultura, però és un dels pocs escriptors friülesos de fama internacional, famós pel llibre Il volo della martora (inicialment Il svual de martore).
Reconeix l'autor argentí Macedonio Fernández com una de les seves fonts d'inspiració.

## Obres
- Le voci del bosco [Lis vôs dal bosc] Ed. Biblioteca dell'immagine, Pordenon, 1998
- Gocce di resina [Gotis di resine], Ed. Biblioteca dell'immagine, Pordenon, 2001
- Finché il cuculo canta [Fin che al cjante il cuc] Ed. Biblioteca dell'immagine, Pordenon, 1999
- La montagna [La montagne] Ed. Biblioteca dell'Immagine, Pordenon, 2002
- Nel legno e nella pietra [Tal len e te piere] Mondadori, Milan, 2003
- Aspro e dolce [Garp e dolç] Mondadori, Milan, 2004
- Storie del bosco antico [Storiis dal bosc antîc] Mondadori, Milan, 2005
- L'ombra del bastone [La ombrene dal baston] Mondadori, Milan, 2005
- Vajont: Quelli del dopo [Vajont: Chei dal dopo] Piccola Biblioteca Oscar Mondadori, Milan, 2006
- Fantasmi di pietra [Spirts di piere] Mondadori, Milan, 2006
- Cani, camosci, cuculi (e un corvo) [Cjans, cjamoçs, cucs (e un corvat)] Mondadori, Milan, 2007
- Storia di Neve [Storie di Nêf], Mondadori, Milan, 2008
- Il canto delle manére [Il cjant des manariis], Mondadori, Milan, 2009
- Torneranno le quattro stagioni [A tornaran lis cuatri stagjons], Mondadori, Milan, 2010
- La fine del mondo storto [La fin dal mont stuart], Mondadori, Milan, 2010 Vincidôr Premio Bancarella 2011
- La ballata della donna ertana [La balade de femine nertane], Mondadori, Milan, 2011
- Come sasso nella corrente [Tant che clap te corint], Mondadori, Milan, 2011
- La casa dei sette ponti [La cjase dai siet puints], Feltrinelli, Milan, 2012
- Venti racconti allegri e uno triste [Vincj contis legris e une lancurose], Mondadori, Milan, 2012
- Confessioni ultime [Confessions ultimis], cuntun film di Giorgio Fornoni (in DVD, Chiarelettere Libri d'Autore, 2013
- Guida poco che devi bere [Vuide pôc, che tu âs di bevi], Mondadori, Milan, 2013
- La voce degli uomini freddi [La vôs dai oms frêts], Mondadori, Milan, 2013